# بخش شیموگا
بخش شیموگا (به انگلیسی: Shimoga district) یک منطقهٔ مسکونی در هند است که در Bengaluru division واقع شده‌است. بخش شیموگا ۸٬۴۹۵ کیلومتر مربع مساحت و ۱٬۷۵۲٬۷۵۳ نفر جمعیت دارد.